# Лёвен (станция)
Станция Лёвен — железнодорожная станция, расположенная в Лёвене. Каждый день станцией пользуются около 33 тысяч пассажиров.
Станция является одной из самых загруженных станций в Бельгии, уступая лишь трем вокзалам в Брюсселе, вокзалу в Генте и  вокзалу в Антверпене.
Станция недавно подверглась масштабному и дорогостоящему ремонту, длившемуся несколько лет. На привокзальной площади находится крупный автобусный вокзал, а также парковка для велосипедов и автомобилей. Станция имеет подземный туннель, а также подвесной мост с лифтами. Станция полностью доступна для инвалидных колясок.
Через станцию проходит скоростная линия, хотя она не является остановкой ни для одного скоростного маршрута.

## Здание вокзала
Первое здание вокзала было построено из дерева в 1837 году. Новая вокзал был открыт 1 декабря 1842 года.
Нынешнее здание вокзала было построено в 1875 году в эклектичном стиле по планам архитектора Анри Фуке. Здание тогда находилось на окраине города. Официальное открытие вокзала состоялась 7 сентября 1879 года.
Внешний вид вокзала хорошо сохранился, но интерьер неоднократно менялся. Однако некоторые части первоначального интерьера сохранены, например, отделка зала ожидания и зала ожидания первого и второго класса.

## Происшествия
18 февраля 2017 года в районе станции Лёвен пассажирский поезд сошел с рельсов. В результате этого происшествия погиб один человек, 27 человек получили ранения.

## Галерея
- Станция Лёвен в 1900 году
- Туннель для перехода между платформами